# Seznam slovenskih sociologov
Seznam slovenskih sociologov.

## A
- Alja Adam
- Frane Adam
- Ivan Ahčin
- Vito Ahtik
- Gavro Altman?
- Stane (Stanislav, Stanko) Andolšek
- Milica Antić Gaber
- Vojko Antončič
- Nika Arko
- Vladimir Arzenšek

## B
- Irena Bačlija Brajnik?
- Igor Bahovec
- Drago Bahun
- Veronika Bajt
- Jože Bajzek
- Tina Ban
- Peter Barbarič?
- Ana Barbič
- Bojan Baskar
- Ivan Belec
- Branko Bembič
- (Vlado Benko)
- Zvezdana Bercko
- (Milica Bergant)
- (Martin Berishaj)
- (Metod Berlec)
- Ivan Bernik
- Tamara Besednjak Valič
- Jana Bezenšek
- Sonja Bezjak
- Lenca Bogovič
- Katja Boh
- Darko Bratina
- Valentina Brecelj?
- Danijela Brečko?
- Ciril Bren
- Maja Breznik
- Marjan Britovšek
- (France Bučar)
- Aleš Bučar Ručman
- Gregor Bulc

## C
- (Stanko Cajnkar)
- Aleš Cantarutti?
- (Fran Celestin)
- (Bogdan Cepuder)
- Aidan Cerar
- Marija Cigale
- Alojz Cindrič
- Jasna Cukut Krilić

## Č
- Ludvik Čarni
- Bojan Čas
- Pavle Čelik?
- Marjeta Čepič
- Danijel Černe
- Metod Černetič
- Majda Černič Istenič
- Mateja Černič
- Aldo Černigoj
- Nevenka Černigoj Sadar
- Lucija Čevnik
- (Franjo Čibej)
- A. Čibron = ?
- Andreja Čibron Kodrin
- Vesna Čopič
- Andreja Črnak Meglič
- Aleš Črnič
- Rudolf Čuješ (1916-2007)

## D
- Aleš Debeljak
- (Božidar Debenjak)
- Jože Derganc
- Darko Deškovič
- Karlo Devetak
- (Silvo Devetak)
- Milan Divjak
- Mojca Dobnikar (*1957)
- Janez Dokler
- Barbara Domajnko
- (Mojca Doupona Topič)
- Nina Dragičević
- Srečo Dragoš
- Sonja Drobnič
- (Maksimiljan Držečnik)
- Boris Dular
- Barbara Duvnjak

## E
- Janez Evangelist Krek

## F
- (Anuška Ferligoj)
- Maša Filipovič Hrast
- Andrej Fištravec
- Sergej Flere
- Ana Frank
- (Nadja Furlan Štante)

## G
- Slavko Gaber
- Mojca Gaberijelčič Blenkuš
- Pavel Gantar
- Sašo Gazdić
- Otto Gerdina
- Edi Gobec (Edward Gobetz)
- (Vesna V. Godina)
- Matija Golob
- Jure Gombač
- Jože Goričar
- Maruša Gorišek
- Jana Goriup
- Andrej Gosar
- Mato Gostiša
- (Monika Govekar - Okoliš)
- Boris Grabnar
- Marta Gregorčič
- Miloš Gregorič
- Miša (Ela) Grčar
- (Janez Gril)
- Andrej Guček

## H
- Mitja Hafner-Fink
- Matjaž Hanžek
- Maša Hawlina
- Mirjam Hladnik Milharčič
- Valentina Hlebec
- Andreja Hočevar
- Marjan Hočevar
- Ida Hojnik Zupanc
- Avgust Horvat
- Marjan Horvat (*1978)
- Spomenka Hribar
- (Tine Hribar)
- Franc Hribernik (sociolog)
- Majda Hrženjak
- Ivanka Huber
- Franc Hudej
- Živa Humer

## I
- Hajdeja Iglič
- (Albin Igličar)
- Miroljub Ignjatović
- Gregor Inkret

## J
- Ana Jagodic
- Devan Jagodic
- (Rudolf Jakhel)
- (Vlasta Jalušič)
- (Zlatko Jančič)
- Barbara Janežič
- Jana Javornik
- Nick Jeffs ?
- Janez Jerovšek
- Peter Jambrek
- Mišo Jezernik
- Maca Jogan
- Tomaž Jurca?
- Marija Jurić Pahor
- Ivan Justinek
- Katarina Juvančič
- (Stane Južnič)

## K
- (Mitja Kamušič)
- (Ciril Kandut)
- Aleksandra Kanjuo Mrčela
- Alojz Kavaš
- Bogdan Kavčič
- Marko Kerševan
- Dorian Keržan?
- Andrej Kirbiš
- Andrej Kirn
- Manja Klemenčič
- Peter Klinar
- Rina Klinar?
- Rudi Klanjšek
- Ivanka Klopčič Casar
- Vladimir Knaflič
- Duška Knežević Hočevar
- Barbara Kobal Tomc
- Štefan Kociper
- Zdenko Kodelja?
- Tina Kogovšek
- Zinka Kolarič
- Janez Kolenc
- Mirt Komel
- Andreja Končan
- Anja Kopač Mrak
- Dragica Korade
- Andrej Koren
- Miran Korošec
- Valerija Korošec
- Drago K. Kos
- Živa Kos
- Marko Kosić
- Ivan Kosovel (1952-2000)
- Suzana Košir
- Lia Lola V. Kotnik
- (Mojca Kovač Šebart)
- Asja Nina Kovačev
- Boštjan Kovačič?
- Gorazd Kovačič
- Helena Kovačič
- Matej Kovačič?
- Ema Kozar
- Vera Kozmik Vodušek
- Saša Krajnc
- Ana Kralj?
- Anton Kramberger
- Igor Kramberger
- Erna Kraševec Ravnik
- Primož Krašovec
- (Lev Kreft)?
- (Janez Evangelist Krek)
- (Etbin Kristan)
- Zdenka Kristan
- Blaž Križnik
- Luka Kronegger
- (Jože Krošl)
- Tomaž Krpič
- Marko Kržan
- Vera Kržišnik-Bukić
- (Lea Kuhar)
- (Metka Kuhar)
- Roman Kuhar
- Sonja Kump
- Slavko Kurdija
- Ines Kvaternik

## L
- Klemen Lah, sociolog
- Danijela Lahe
- Zdenko Lapajne
- Miran Lavrič
- Blaž Lenarčič
- (Zmago Lenardič)
- Gregor Lesjak
- Franc Leskošek (1957)
- Vesna Leskošek
- Avgust Lešnik
- Ksenija Lipovšček
- Bogdan Lipovšek?
- Artur Lipovž
- Bojana Lobe
- Miha Lobnik
- Sonja Lokar
- Danaja Lorenčič
- Katja Lozar Manfreda
- Samo Lozej
- Thomas Luckmann
- Andrej Lukan
- Marina Lukšič Hacin
- (Breda Luthar)
- Barbara Lužar

## M
- Bojan Macuh
- Mirna Macur
- Marjetica Mahne
- Matic Majcen
- Natalija Majsova
- Jan Makarovič
- Matej Makarovič
- Bogdan Makovec
- (Janez Malačič)
- Franc Mali
- Simon Maljevac
- Brina Malnar
- Damjan Mandelc
- Srna Mandič
- Biserka Marolt Meden
- Miro Mastnak
- Tomaž Mastnak
- Leon Matek
- Karmen Medica
- Primož Medved
- (Metka Mencin)
- Tomaž Mencin
- Marjana Merkač Skok
- Blaž Mesec
- Dana Mesner Andolšek
- Mateja Mešl
- Silva Mežnarić
- (Vlado Miheljak)
- Janja Mikulan
- Mirjam Milharčič Hladnik
- Aldo Milohnić?
- Zdravko Mlinar
- Nena Močnik
- Rastko Močnik
- Stane Možina
- Albert Mrgole
- Tjaša Mrgole Jukič?
- Lucija Mulej
- Boris Muževič

## N
- Boža Napret
- Andrej Naterer
- Albina Nećak-Lük
- Bernard Nežmah
- Ante Novak?
- Darijan Novak
- Mojca Novak

## O
- Tanja Oblak Črnič
- Alojzij Odar
- Miroslav Odar
- Albin Ogris
- Jana Opara
- Marko Orel

## P
- Neda Pagon
- Majda Pahor
- Mojca Pajnik
- Tamara Pavasović Trošt
- Samo Pavlin
- Sergij Pelhan?
- Stojan Pelko?
- Nina Perger
- (Majda Petan)
- Alenka Petek (sociologinja)
- Polona Petek?
- Brankica Petković
- Krešimir Petrović
- Emil Milan Pintar
- Franci Pivec
- Klemen Ploštajner
- Alojz Pluško
- Darka Podmenik
- (Slavko Podmenik)
- Jasna Podreka
- Ana Podvršič
- Božidar Pogačar
- Anja Pogačnik
- Borut S. Pogačnik?
- Matjaž Poljanšek
- Milko Poštrak
- (Vinko Potočnik)
- Tadej Praprotnik
- Katja Praznik
- Albin Prepeluh
- (Miklavž Prosenc)?
- Marko Prpić?
- (Janko Prunk)
- Maja Pucelj
- Jože Pučnik
- Jožica Puhar
- Tjaša Pureber?

## R
- Eugen Rainer
- Ksenija Ramovš
- Pavla Rapoša Tajnšek
- Ana Reberc
- Mateja Rek ?
- Jožica Recer
- (Bojan Regvar)
- Tanja Rener
- Andreja Rihter
- Rudi Rizman
- Nino Rode
- Emil Rojc
- Borut Rončević
- Braco Rotar
- Zdenko Roter
- Matevž Rudolf
- Dimitrij Rupel
- Andrej Rus
- Veljko Rus
- Velko S. Rus?
- Boris Rutar?
- Tibor Rutar
- Riccardo Ruttar

## S
- Iztok Saksida
- Stane Saksida
- Renata Salecl
- Nina Scagnetti
- Mateja Sedmak
- Irena Selišnik
- Janko Sernec
- Gabrijela Simetinger
- Zlatko Skrbiš
- (Zoja Skušek)
- Rok Smrdelj
- Marjan Smrke
- Ana M. Sobočan
- (Jasna Sok)
- Stojan Sorčan
- Alenka Spacal
- Evgen V. Spektorski
- (Slavko Splichal)
- Alenka Janko Spreizer
- Andrej Srakar?
- Vida Sruk
- Vlado Sruk
- Peter Stanković
- Miroslav Stanojević
- (Eva Stergar)
- Dragica Sternad/ Dragica Marta Sternad
- Vlasta Stojak
- Franc Stopajnik
- (Janez Strehovec)
- (Rudi Supek - Hrvat)
- Emidij Susič
- Ivan Svetlik

## Š
- Ksenija Šabec
- Zdenka Šadl
- Boštjan Šaver
- (Rudi Šeligo)
- Jasmina Šepetavc
- (Leo Šešerko)
- Marjan Šimenc?
- Milivoja Šircelj
- Klemen Širok
- Igor Škamperle
- (Andrej Škerlep)
- Zora (Albina) Škerlj
- Majda Šlajmer Japelj
- Iztok Šori
- (Luj Šprohar)
- Renata Šribar
- Janez Štebe
- Jože Šter?
- (Primož Šterbenc)
- Karmen Štular Sotošek
- Alenka Švab
- Sergio Švara

## T
- Aleksandra Tabaj
- Veronika Tašner
- Marina Tavčar Krajnc
- Marjan Tavčar (1940)
- Simon Tecco
- Daša Tepina
- Gregor Tomc
- Zora Tomič
- Angelik Tominec
- Matevž Tomšič
- Niko Toš
- Sonja Tramšek
- Marjeta Tratnik Volasko
- Polona Tratnik?
- Suzana Tratnik?
- Martina Trbanc
- Franc Trček
- Ana Trebežnik
- Jernej Trebežnik?
- Božo Truden
- Nada Turnšek

## U
- Tjaša Učakar
- Samo Uhan
- Mirjana Ule
- Mojca Urek
- Cveto Uršič
- Matjaž Uršič
- (Aleš Ušeničnik)

## V
- Mojca Vah Jevšnik
- Cvetko Valič
- Urban Vehovar
- Mitja Velikonja
- Nataša Velikonja
- Valerija Vendramin
- Barbara Verlič Christiensen (Barbara Verlič Dekleva)
- Andreja Vezovnik ?
- Zaira Vidau
- Arthur J. Vidich
- Ičo Vidmar
- Ksenija Vidmar-Horvat
- Oto Vilčnik
- Mojca Vizjak Pavšič?
- Vlasta Vodeb
- Jože Vogrinc
- Ana Vogrinčič Čepič
- Peter Volasko
- (Bogumil Vošnjak)
- (Anton Vratuša)?
- Vera Vratuša-Žunjić (Bgd)
- (France Vreg)
- Irena Vujanović?

## Z
- Gita Zadnikar
- Miha Zadnikar
- Danijela Zajc?
- Anja Zalta Bratuž
- Darja Zaviršek
- Simona Zavratnik
- Nataša Zavrl
- Marija Zidar
- Boris Ziherl
- Franci Zlatar
- Valerija Zorko
- Zdravko Zrimšek
- France Zupan (1929-2019)
- Janez Zurc (1939-2022)
- Milan Zver

## Ž
- Mojca Žaberl?
- (Igor Žagar)
- Tjaša Žakelj?
- (Ali Žerdin)
- Barbara Žgajner Tavš
- Alojzija Židan
- Andreja Živoder
- Ivan Žmavc?
- Anton Žun
- Miha Žužek